# Jardín Botánico del Museo Cívico de Ciencias Naturales de Faenza
El Jardín Botánico del Museo Cívico de Ciencias Naturales de Faenza (en  italiano: Giardino Botanico del Museo Civico di Scienze Naturali di Faenza), es un jardín botánico, en Faenza, Italia.

## Localización
Se ubica alrededor del "Museo Civico di Scienze Naturali Domenico Malmerendi".
Giardino Botanico del Museo Civico di Scienze Naturali di Faenza, via Medaglie d’Oro, 51 Faenza, Provincia de Ravena, Emilia-Romagna, Italia.44°17′0″N 11°53′0″E / 44.28333, 11.88333
Abre al público todos los días del año.

## Historia
El "Museo Civico di Scienze Naturali di Faenza" nace formalmente el 8 de octubre de 1980, el día en que la rica colección ornitológica y entomológica del inspector de Faenza Domenico Malmer se convierte en propiedad pública a todos los efectos, unos meses después de la muerte del donante. 
En virtud de todas las colecciones de objetos que alberga el museo, muchos de los cuales son de un valor científico absoluto, el Museo de Ciencias Naturales de Faenza es actualmente el instituto científico más importante y rico de Ciencias Naturales en la provincia.  
El edificio del museo se encuentra en el centro de una zona verde de gran tamaño (más de 12.000 metros cuadrados), una vez utilizado como  vivero y ahora convertido en un jardín botánico.  

## Colecciones
El jardín botánico es la zona verde que rodea el museo, más de 170 especies de plantas leñosas nativas de la región, y otras foráneas,  entre las cuales hay una gran secuoya de más de 24 metros de altura, especie rara de ver en una zona urbana. 
Las especies de reciente introducción se agrupan, en asociaciones de vegetación (monte bajo, medioambiente de hayas, etc)